# Tempesta del 4 d'octubre de 2007 a Mallorca
La tempesta del 4 d'octubre de 2007 a Mallorca fou una tempesta molt violenta que assolà el ponent i el nord de l'illa de Mallorca el 4 d'octubre de 2007. Provocà nombrosos danys materials, vint ferits i un mort. Els danys materials ascendiren a 43 milions d'euros a causa d'unes 11.000 reclamacions. El mort fou un vigilant de les obres de l'hospital de Son Espases al qual li caigué la caseta de seguretat a sobre. Més de 8.500 habitatges romangueren sense electricitat.
Fou només mitja hora de vents i pluja huracanada que es produí a les 17.40 h de l'horabaixa. Els vents arribaren als 109 km/h i es comptabilitzaren 900 llamps. El temporal va travessar l'illa entrant per Calvià i sortint per Pollença. Malgrat que els danys foren més importants a Palma, també se'n produïren a Binissalem, Costitx, Santa Maria del Camí, Lloseta, Santa Margalida, Inca, Sencelles, Mancor de la Vall, la Pobla i Can Picafort.
Tècnicament aquest fenomen s'anomena sistema convectiu mesoescalar i consisteix en una forta pertorbació que ocupa centenars de quilòmetres. En concret, aquest venia d'Alacant i Eivissa i duia associats vents molt forts i diversos caps de fibló. Aquest tipus de tempestes només es poden preveure amb dues hores d'antelació.
Fou el pitjor temporal en termes econòmics de les Illes, superant el dels dies 10 i 11 de novembre de 2001, que provocà quatre morts i devers un milió d'arbres arrancats. Onze anys més tard, l'aiguat del 9 d'octubre de 2018 causà major nombre de morts (tretze), en aquest cas per inundacions.